# Oxyscopa dealbata
Oxyscopa dealbata är en fjärilsart som beskrevs av Edward Meyrick 1926. Oxyscopa dealbata ingår i släktet Oxyscopa och familjen praktmalar, Oecophoridae. Inga underarter finns listade i Catalogue of Life.